# Diamantina Airport
Diamantina Airport är en flygplats i Brasilien.   Den ligger i kommunen Diamantina och delstaten Minas Gerais, i den sydöstra delen av landet, 500 km sydost om huvudstaden Brasília. Diamantina Airport ligger 1 364 meter över havet.
Terrängen runt Diamantina Airport är kuperad åt nordost, men åt sydväst är den platt. Närmaste större samhälle är Diamantina, 5,2 km öster om Diamantina Airport.
Trakten runt Diamantina Airport består i huvudsak av gräsmarker. Runt Diamantina Airport är det ganska tätbefolkat, med 160 invånare per kvadratkilometer.